# مطار شيشوانغباننا غاسا الدولي
مطار شيشوانغباننا غاسا (بالإنجليزية: Xishuangbanna Gasa Airport) (إياتا: JHG، إيكاو: ZPJH) يقع في مدينة جينغهونغ في جمهورية الصين الشعبية. صنف مطار شيشوانغباننا غاسا في المرتبة الخامسة والأربعون في الصين من حيث عدد الركاب عام 2011 وفقًا لإدارة الطيران المدني في الصين، حيث تعامل مع 1,918,825 راكب، وبلغ إجمالي حركة الطائرات (القادمة والمغادرة) 17,729 طائرة وقد بلغت كمية البضائع المنقولة عبر المطار 4,815 طن.

## شركات الطيران والوجهات
| شركـات طيـران            | الوجهات |
| ------------------------ | --- |
| 9 Air                    | مطار فوتشو تشانغله الدولي، مطار قوانغتشو باييون الدولي، مطار هينغيانغ نانيوي، مطار نانينغ وشو الدولي، مطار سنن شوفانغ الدولي، مطار نانيانغ يانتشنغ |
| طيران الصين              | مطار تشنغدو تيانفو الدولي، مطار تشونغتشينغ جيانغبى الدولي |
| Air Guilin               | مطار قويلين يانغ جيانغ الدولي، مطار جينان الدولي، مطار غينغادو جياودونغ الدولي، مطار شيجياتشوانغ تشنغدينغ الدولي، مطار تشنغتشو الدولي |
| Air Travel ‏              | مطار تشانغشا هوانغوا الدولي |
| خطوط العاصمة بكين الجوية | مطار بكين داشينغ الدولي، مطار قوييانغ لونغدونغابو الدولي، مطار هانغتشو شياوشان الدولي، مطار ساني ليجيانغ، مطار نانجينغ الدولي، مطار شيان شيانيانغ الدولي |
| Chengdu Airlines         | مطار تشانغشا هوانغوا الدولي، مطار تشنغدو شوانغليو الدولي، مطار تشنغدو تيانفو الدولي، مطار فوتشو تشانغله الدولي، مطار قوييانغ لونغدونغابو الدولي، مطار كونمينغ جانغشوي الدولي |
| خطوط شرق الصين الجوية    | مطار تشانغشا هوانغوا الدولي، مطار تشانغتشو بيننو، مطار قوانغتشو باييون الدولي، مطار هانغتشو شياوشان الدولي، مطار حيفي شينكياو الدولي، مطار كونمينغ جانغشوي الدولي، مطار لينشانغ، مطار يوتشو بيلين، مطار نانتشانغ تشانغبى الدولي، مطار نانجينغ الدولي، مطار شانغهاي بودنغ الدولي، مطار تيانجين الدولي، مطار شيان شيانيانغ الدولي      |
| طيران الصين اكسبرس       | مطار اكسو، مطار بيجي فيشونغ، مطار تشنغدو تيانفو الدولي، مطار تشونغتشينغ جيانغبى الدولي مطار تيانجين الدولي |
| خطوط جنوب الصين الجوية   | مطار تشانغتشون الدولي، مطار تشانغشا هوانغوا الدولي، مطار قوانغتشو باييون الدولي، مطار جييانغ شاوشان،مطار شينزين باوان الدولي، مطار ووهان تيانهي الدولي، Zhanjiang |
| Chongqing Airlines       | مطار تشونغتشينغ جيانغبى الدولي |
| Donghai Airlines         | مطار شينزين باوان الدولي |
| خطوط هاينان الجوية       | مطار بكين العاصمة الدولي |
| خطوط جونياو الجوية       | مطار شانغهاي بودنغ الدولي، مطار ووهان تيانهي الدولي |
| Kunming Airlines         | مطار تشانغشا هوانغوا الدولي، مطار لينشانغ، مطار تينغشونغ توفينغ، مطار شينتشو وتايشهان، مطار زوني ماوتاي |
| LJ Air                   | مطار هاربين الدولي، مطار غينغادو جياودونغ الدولي |
| طيران لونج               | مطار بيجي فيشونغ، مطار تشانغتشون الدولي، مطار هانغتشو شياوشان الدولي، مطار نانجينغ الدولي، مطار نينغبو ليش الدولي، مطار ونزهو يونجقيانج الدولي، مطار ووهان تيانهي الدولي، مطار زوني شينزهو |
| خطوط لاكي الجوية         | مطار تشنغدو تيانفو الدولي، مطار تشونغتشينغ جيانغبى الدولي، مطار دالي فنجي، مطار كونمينغ جانغشوي الدولي، مطار ساني ليجيانغ، مطار لوئهو يونلونغ، مطار نانتشانغ تشانغبى الدولي، مطار شنيانغ تاوكسيان الدولي، مطار ووهان تيانهي الدولي، مطار شيان شيانيانغ الدولي، مطار تشنغتشو الدولي                                                   |
| خطوط طيران أوكاي         | مطار هانغتشو شياوشان الدولي، مطار تونغرين فينغوانغ |
| Qingdao Airlines         | مطار حيفي شينكياو الدولي، مطار ساني ليجيانغ، مطار غينغادو جياودونغ الدولي، مطار تاييوان وسو الدولي، مطار يفانغ نانيوان، مطار شيتشانغ تشينغشان |
| Ruili Airlines           | مطار تشيانغ مي، مطار جينان الدولي، مطار كونمينغ جانغشوي الدولي، مطار لانتشو تشونغ تشوان، مطار ساني ليجيانغ، مطار ديهونغ مانغشي، مطار نانينغ وشو الدولي، مطار تيانجين الدولي، Wuhu، مطار تشوهاى جينوان |
| خطوط شانغهاي الجوية      | مطار كونمينغ جانغشوي الدولي، مطار شانغهاي هونغكياو الدولي |
| خطوط سيتشوان الجوية      | مطار تشنغدو شوانغليو الدولي، مطار تشنغدو تيانفو الدولي، مطار تشونغتشينغ جيانغبى الدولي، مطار قوييانغ لونغدونغابو الدولي، مطار هانغتشو شياوشان الدولي، مطار هاربين الدولي، مطار حيفي شينكياو الدولي، مطار جينان الدولي، مطار لوئهو يونلونغ، مطار ميانيانغ نانيجو، مطار شيان شيانيانغ الدولي، مطار يانغزهو تايزهو، مطار تشنغتشو الدولي |
| سبرينغ (شركة طيران)      | مطار تشانغشا هوانغوا الدولي، مطار نينغبو ليش الدولي، مطار شانغهاي بودنغ الدولي |
| خطوط تيانجين الجوية      | مطار تيانجين الدولي |
| طيران التبت              | مطار تشنغدو شوانغليو الدولي |
| West Air ‏                | مطار تشونغتشينغ جيانغبى الدولي، مطار قوييانغ لونغدونغابو الدولي |